# Ravennika
Ravennika es un valle al oeste de Lamia, que dio su nombre a dos asambleas que tuvieron lugar allí. La primera tuvo lugar en 1209 para resolver la cuestión de la rebelión de los señores lombardos en el Reino Latino de Tesalónica. Durante este primer parlamento, Godofredo I de Villehardouin fue reconocido como el vasallo del emperador latino y recibió el título de senescal de Romania. La segunda asamblea se celebró al año siguiente (1210) con el fin de resolver las diferencias eclesiásticas en los Estados francos.